# Rhynchosia axilliflora
Rhynchosia axilliflora är en ärtväxtart som beskrevs av Lucien Leon Hauman. Rhynchosia axilliflora ingår i släktet Rhynchosia och familjen ärtväxter. Inga underarter finns listade i Catalogue of Life.